# Музей Алфа Ромео
Историческия музей „Алфа Ромео“ (на италиански: Museo Storico Alfa Romeo) на италианската автомобилна компания Алфа Ромео е открит на 18 декември 1976 г.

## История
Идеята за създаване на подобен музей датира от началото на 60-те години на XX век. След създаването му през 1976, в колекцията продължават да се събират и реставрират автомобили като експонати за музея. Музеят е построен в градчето Арезе. Съхраняват се множество прототипи, спортни автомобили, масови автомобили, произведени от компанията и носили нейната слава из целия свят. Италианското правителство и Министерството на Културата на Италия, съдействат няколко прототипа, които стоят в помещения на долния етаж на музея, да не бъдат продадени на частни лица от азиатски страни.
Автомобилния музай е повторно отворен на 30 юни 2015 г., като част от плана за оздравяване на Алфа Ромео от италианския бос – Серджо Маркионе, директор на Фиат-Крайслер Аутомобайлс.